# Пенсильвания (провинция)

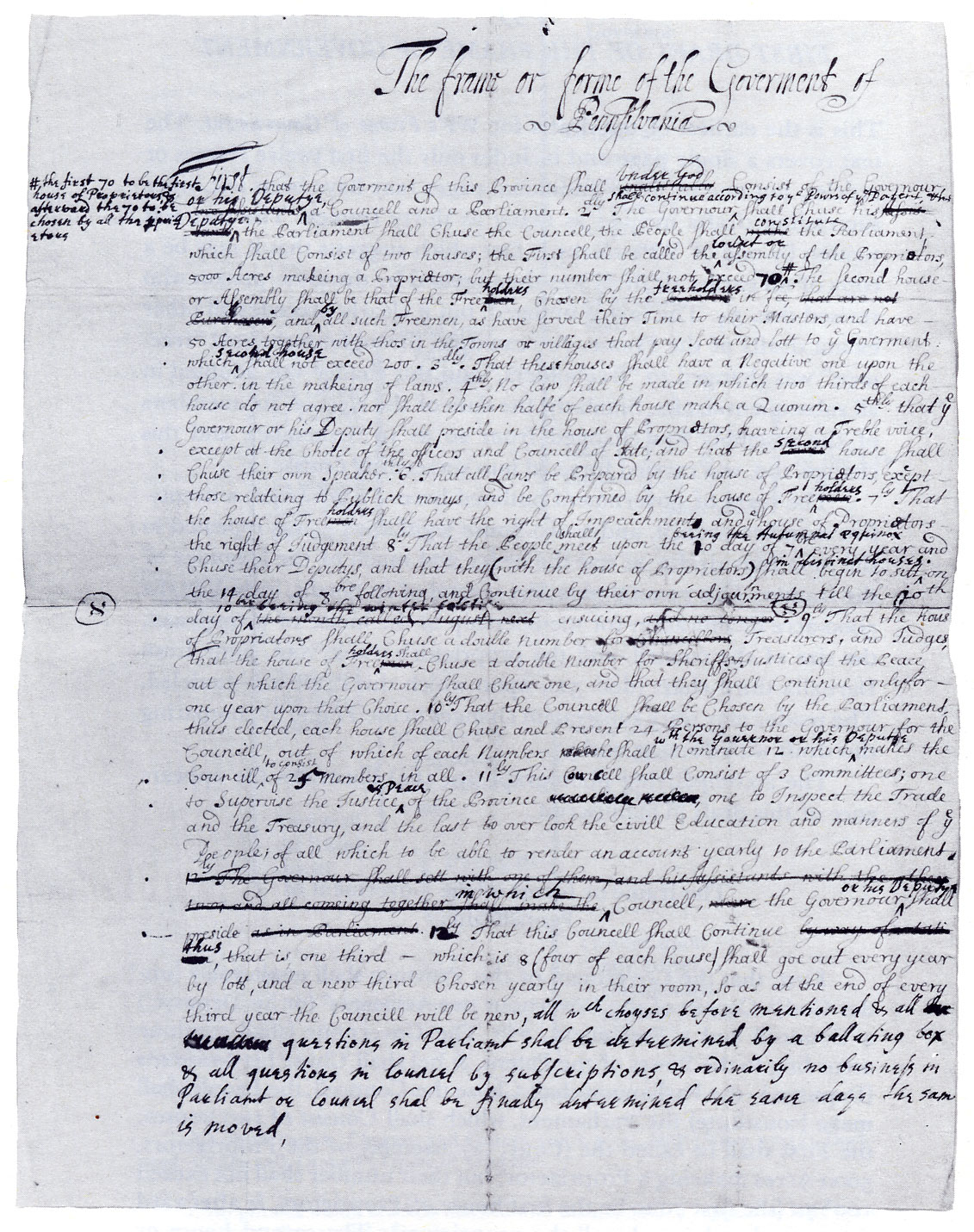
Черновик проекта конституции 1681 г. из бумаг У. Пенна

Провинция Пенсильвания (англ. Province of Pennsylvania) или Колония Пенсильвания (англ. Pennsylvania Colony) — британская колония в Северной Америке, провозглашенная Уильямом Пенном 4 марта 1681 года. Колония была одной из двух колоний основанной в эпоху реставрации Стюартов. Согласно королевской хартии, она была проприетарной колонией, и оставалась таковой до 1776 года, когда конституция Пенсильвании объявила её независимым штатом. Три делавэрских округа в ходе американской революции отделились и стали одной из Тринадцати колоний.

## Управление
Администрация колонии, образованная в 1682 году согласно рамочной конституции, разработанной Пенном, состояла из губернатора, владельца колонии (Пенна), провинциального совета из 72 делегатов и ещё более многочисленной Генеральной ассамблеи. Последняя, известная также как Провинциальная ассамблея Пенсильвании, была крупнейшим и наиболее представительным звеном колониального управления, однако полномочия её были весьма ограничены.
Последующие конституции, также известные как «Хартии привилегий», издавались в 1683, 1696 и 1701 гг. Четвёртая действовала до Американской революции. В ту пору провинциальная ассамблея казалась повстанцам слишком умеренной. Революционеры собрались отдельным съездом, на котором была провозглашена Конституция 1776 года для вновь созданного сообщества Пенсильвания. Тогда же началось формирование новой Генеральной ассамблеи.

## Религиозные свободы и благосостояние населения
Религиозные воззрения Вильяма Пенна и его соратников из числа квакеров наложили сильный отпечаток на деятельность ранней колониальной администрации. Хартии привилегий распространили свободу вероисповедания на всех монотеистов. Членом администрации изначально мог стать любой христианин.
До Франко-индейской войны Пенсильвания не имела ни армии, ни публичных займов; налогов было сравнительно немного. В таких условиях Филадельфия быстро превращалась в один из важнейших американских городов; значительного развития достигли и районы на юго-востоке колонии — места компактного проживания пенсильванских немцев. Среди последних можно отметить группы меннонитов (которые уже в 1683 году основали поселение Германтаун) и амишей, создавших на землях Пенсильвании свою первую общину в Северной Америке. Особое место в истории колонии занимает 1751 год: тогда были открыты Пенсильванский госпиталь (первый в британской Северной Америке) и Академия и Колледж Пенсильвании, предшественники Пенсильванского университета.

## Отношения с коренным населением

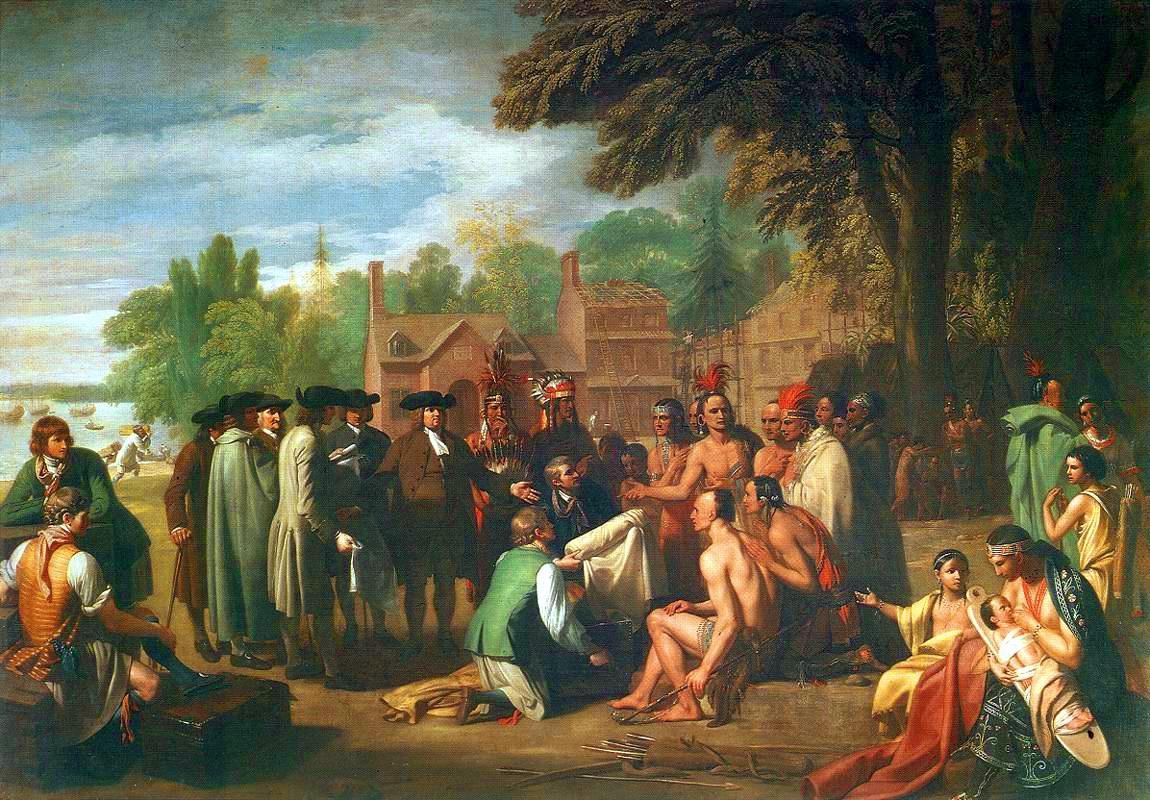
Бенджамин Уэст (1771). Договор Пенна с делаварами

Хартия привилегий запрещала использовать недобросовестные приёмы в сделках с коренным населением. Это привело к значительному улучшению отношений с местными племенами (в основном, из делаваров и саскуэханноков). Индейцы, к которым квакеры отнеслись с уважением, согласились продать пришельцам зе́мли для поселения. По словам Вольтера, договор, заключённый в индейском селении Шакамаксон, был «единственным договором между индейцами и христианами, который никто не клялся соблюдать и который никогда не нарушали». Квакеры, в свою очередь, отказались помогать колонистам Новой Англии в их войнах с туземцами.
Впрочем, в 1737 году Пенсильвания изменила добрососедским отношениям в пользу земельных захватов. Власти колонии объявили, будто бы ещё в 1680-х гг. был подписан договор между колонистами и делаварами, согласно которому последние
обещали продать новопоселенцам территорию, простиравшуюся от слияния рек Делавэр и Лихай
«на запад на расстояние, какое пеший мог бы преодолеть за полтора дня». Хотя документ, скорее всего, был фальсификацией, индейцы не смогли её распознать. По итогам устроенного властями «забега», колония заполучила 1,2 млн акров земли (4900 км²), ныне ставшие частью северо-восточной Пенсильвании. На протяжении последующих девятнадцати лет делавары тщетно боролись за отмену «договора». Индейцев вынудили покинуть обжитые земли и переселиться в долины Шамокин и Вайоминг, уже занятые другими «перемещёнными» племенами.